# Nilo Peçanha
Nilo Procópio Peçanha (Campos dos Goytacazes, 2 ottobre 1867 – Rio de Janeiro, 31 marzo 1924) è stato un avvocato e politico brasiliano.
Fu presidente del Brasile dal 14 giugno 1909 al 15 novembre 1910.

## Biografia
Giurista, professore dell'Università di Rio de Janeiro, Peçanha fu membro dell'Assemblea Costituente (1889-1890), governatore dello Stato di Rio de Janeiro (1904) e senatore federale (1903-1912).
Vicepresidente (1906-1909), dopo la morte prematura del presidente Afonso Pena Peçanha assunse la presidenza per il resto della V legislatura. Primo presidente meticcio (o mulatto) ed unico presidente Fluminense (rappresentante dei latifondisti di Rio de Janeiro). Completò il mandato 1906–1910. Istituì il Servizio di Protezione degli Indigeni, per suggerimento del tenente colonnello Cândido Rondon, che fu il primo direttore dell'ente. Ricostituì il Ministero dell'Agricoltura, Industria e Commercio, soppresso da Peixoto. Alla fine del suo mandato, appoggiò l'elezione del maresciallo Hermes Rodrigues da Fonseca, sostenuto anche dai conservatori dell'antica oligarchia, contro il senatore progressista Rui Barbosa, sostenuto dalla maggior parte degli esponenti politici degli Stati di São Paulo e Bahia.
Ancora senatore federale (1912-1921 e 1921-1924), nel 1921 fu sconfitto alle elezioni presidenziali da Artur Bernardes. Fu membro della Massoneria.